# Petr Ptáček
Petr Ptáček Jr., född 16 oktober 2002 i Prag, är en tjeckisk racerförare som senast tävlade om R-ace GP i Formel Renault Eurocup 2020. Han var medlem i Sauber Junior Team 2020.